# نادي فيوليت
نادي فيوليت (بالفرنسية: Violette Athletic Club)‏ هو نادي كرة قدم من هايتي تأسس في 1918 ، يقع مقره الرئيسي في بورت أو برانس، ويلعب في دوري هايتي لكرة القدم.